# Олексиј Гончаренко
Олексиј Олексијович Гончаренко (укр. Олексій Олексійович Гончаренко; Одеса, 16. септембар 1980) је украјински политичар и народни посланик у Врховној ради Украјине од 27. новембра 2014. године. Члан је странке Европска солидарност Петра Порошенка.

## Биографија
Рођен је 16. септембра 1980. године у Одеси, Украјинска ССР, СССР. Његов отац Олексиј Костусјев је бивши градоначелник Одесе.
Од 1999. до 2001. године радио је у хитној помоћи у Одеси, а 2002. године је дипломирао на Одеском националном медицинском универзитету. Године 2002. неуспешно се кандидовао за одборника у Градском савету Одесе и након тога је био асистент градском одборнику. Године 2005. дипломирао је економију на Финанскијом универзитету при Влади Руске Федерације.

### Политичка каријера
Године 2005. изабран је за председника градског одбора проруске странке Сојуз у Одеси. Од 2006. до 2010. године био је одборник у Градском савету Одесе као члан проруске Партије региона. Године 2012. као кандидат за народног посланика у својој јединици освојио је 20.6% гласова и изгубио од Игора Маркова.
Напустио је Партију региона током Евромајданских демонстрација 2014. године и приклонио се националистичким групацијама и странкама.
Био је под стигмом да је организовао и подстрекивао групу украјинских националиста да 2014. године запале Дом синдиката у Одеси, у којем су били затворени проруски противници председника Петра Порошенка. Већина заточених страдала је у пожару, док су неки убијени током покушаја да се избаве кад су их украјински националисти, који су окружили згради, сачекивали рафалима.
Изабран је за посланика на парламентарним изборима 2014. године као кандидат Блока Петра Порошенка у својој изборној јединици и након избора је постао потпредседник посланичке групе странке.
Поново је изабран за посланика на изборима 2019. године као независни кандидат.
Дана 1. марта 2015. изјавио је да је ухапшен током меморијалног марша у сећање на Бориса Немцова у Москви. Додао је да га руска полиција претукла и да ће тужити МУП РФ. Велики је критичар Русије и Белорусије.

## Антисрпски ставови
Дана 16. јула 2022. године, током инвазије Русије на Украјину, запретио је вођству Републике Србије и српском народу следећом изјавом:
| „ | Србију са њеним председником сигурно нећемо заборавити. А онда ће бити занимљиво да гледамо Србију од шест милиона становника и њену жељу да уђе у ЕУ. Мислим да ћемо са браћом Хрватима то посматрати и памтити. Процес преваспитавања је тежак и биће непријатан за Србе, али ми то можемо. | ” |

Дана 31. јула 2022. године изјавио је да Украјина мора бити спремна да одбрани Косово и да је Србија „Путинов тројански коњ”. Недуго затим, 6. авуста, поднео је Врховној ради предлог закона о признању независности Косова.